# Sony Ericsson G900
Das Sony Ericsson G900 ist ein Smartphone von Sony Ericsson. 
Es ist das Nachfolgemodell der G700.
Das „G“ im Namen beschreibt dabei ein Handy der „Generation Web“-Serie.

## Basisdaten
Das Smartphone kommt wie das Schwestermodell G700 mit einem Symbian UIQ Betriebssystem.
Das 2,4″ große Display ist ein vollwertiger Touchscreen, der sich sowohl mit dem mitgelieferten Stylus als auch mit den Fingern bedienen lässt und im Stande ist, bis zu 262.144 Farben anzuzeigen.
Auf der Rückseite am oberen Ende befinden sich eine LED-Lampe und eine 4,92 Megapixel Kamera, die Bilder mit einer Auflösung von 2.560 × 1.920 Pixeln und Videos mit 320 × 240 Pixeln (QVGA) aufnehmen kann. Für Videogespräche ist an der Vorderseite oberhalb vom Display eine weitere Kamera angebracht.
Die 160 MB interner Speicher können durch Memory-Stick-Micro-M2-Karten erweitert werden.
- Schnittstellen: FastPort; W-LAN 802.11b/g; Bluetooth 2.0
- Mobilfunk: GSM; UMTS (W-CDMA)

## Software
Auf dem Smartphone sind das Betriebssystem Symbian OS v9.1 mit UIQ 3.0, ein Webbrowser Opera und ein kleines Office-Paket zum Öffnen und Bearbeiten von Dokumenten installiert. Jedoch ist der Funktionsumfang des Pakets deutlich abgespeckter als z. B. MS-Office auf einem PC und lässt sich mit diesem weniger vergleichen.
Weitere Funktionen:
- Terminverwaltung, Kalenderansicht, Taschenrechner, Sync mit Computer-PIM[3]

## Spezifikationen

### Display
- 2,4″-Touchscreen mit einer Auflösung von 240 × 320 Pixel
- 262.144 Farben, LCD

### Gehäusefarben
Das G900 gibt es in zwei Farben
- dark Brown
- dark red

### Maße
- Abmessungen: 106,0 mm × 49,0 mm × 13,0 mm; 4,2″ × 1,9″ × 0,5″
- Gewicht mit Akku: 99 g

### Akku
- Lithium-Polymer, 950 mAh
- Gesprächszeit: 720 min
- Bereitschaftszeit: 380 h

### Verbindung
- FastPort
- Wi-Fi
- Bluetooth
- GPRS-Modem für die Einwahl ins Internet